# Anatolij Bugorski

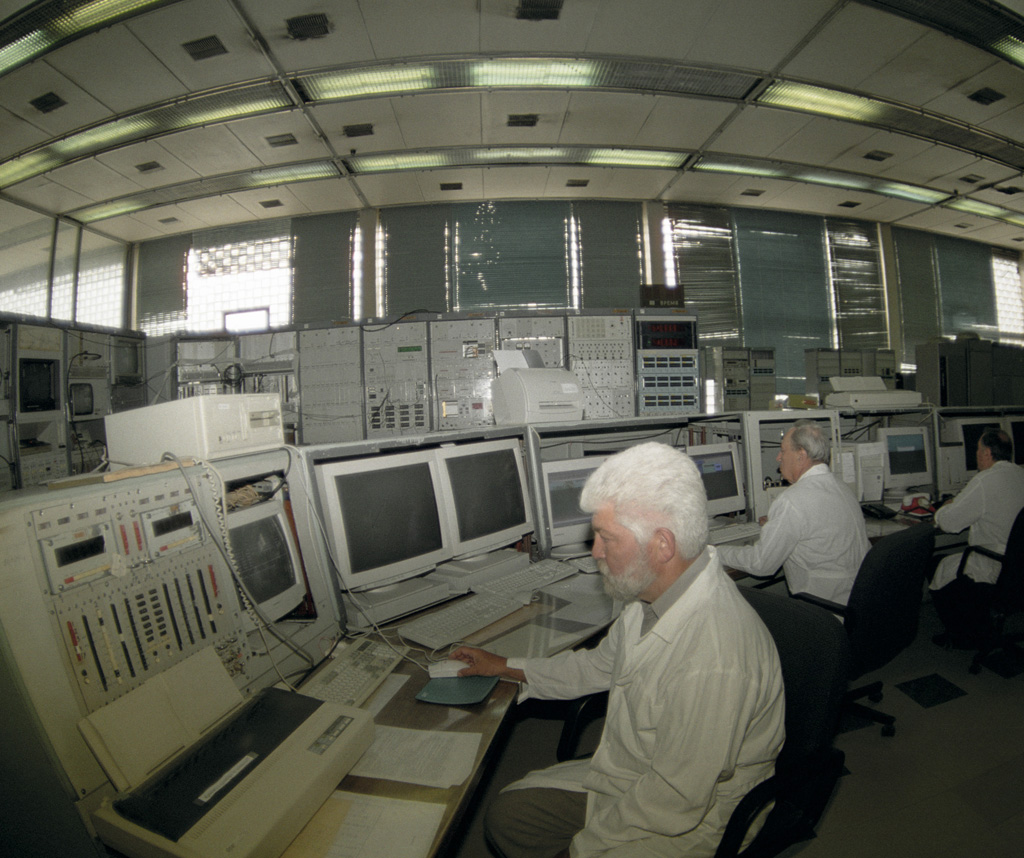
Panel kontrolny synchrotronu protonowego U-70 w Instytucie Fizyki Wysokich Energii w Protwinie

Anatolij Pietrowicz Bugorski (ros. Анатолий Петрович Бугорский; ur. 25 czerwca 1942) – rosyjski naukowiec, ofiara wypadku przy akceleratorze cząstek w 1978.

## Wypadek przy akceleratorze cząstek
Jako pracownik Instytutu Fizyki Wysokich Energii w Protwinie koło Sierpuchowa, Bugorski pracował przy największym radzieckim akceleratorze cząstek – synchrotronie protonowym U-70, przyśpieszającym protony do energii 70 GeV. 13 lipca 1978 Bugorski sprawdzał nieprawidłowo działający element akceleratora, gdy zdarzył się wypadek z powodu niezadziałania mechanizmów bezpieczeństwa. Bugorski pochylił się nad sprzętem i przystawił głowę do części, z której wychodziła wiązka protonów. Zobaczył wtedy, jak sam to opisał, błysk "jaśniejszy niż tysiąc słońc", ale nie odczuł bólu. Wiązka przechodząca przez głowę badacza spowodowała pochłonięcie dawki promieniowania, której wartości wzdłuż śladu wiązki o przekroju kilku milimetrów kwadratowych oszacowano na 2000 Gy (w miejscu wlotu wiązki) i 3000 Gy (w miejscu wylotu wiązki z głowy).

## Po wypadku
Tkanki lewej połowy twarzy Bugorskiego uległy obrzękowi i po kilku dniach zaczęły schodzić, pokazując ścieżkę, przez którą przeszła wiązka protonów parząc tkanki twarzy, kości i mózg. Bugorski został przyjęty na oddział leczenia chorób popromiennych w szpitalu klinicznym nr 6 w Moskwie (w 1986 roku leczono tam osoby napromieniowane wskutek Katastrofy w Czarnobylu), gdzie oczekiwano na jego śmierć, gdyż uważano, że dawka promieniowania jaką przyjął była śmiertelna. Jednakże Bugorski przeżył wypadek i nawet zdołał później ukończyć doktorat. Nie doszło do osłabienia jego zdolności intelektualnych, jednakże odczuwał zwiększone zmęczenie przy wykonywaniu pracy umysłowej. Stracił słuch w lewym uchu i słyszał tylko stały, nieprzyjemny szum. Lewa połowa twarzy została sparaliżowana z powodu uszkodzenia nerwów. Funkcjonowałby normalnie, gdyby nie sporadyczne napady nieświadomości i rzadko występujące drgawki kloniczno-toniczne.
Bugorski nadal pracował naukowo i otrzymał stanowisko koordynatora eksperymentów fizycznych. Z powodu polityki Związku Radzieckiego, która nakazywała utrzymywanie dyskrecji w kwestiach związanych z energią jądrową, Bugorski nie mówił o wypadku przez ponad dekadę. Kontynuował wizyty w moskiewskiej klinice dwa razy do roku celem wykonania badań i utrzymania kontaktu z innymi ofiarami wypadków z udziałem promieniowania. W 1996 starał się bez powodzenia uzyskać status niepełnosprawnego, aby uzyskać darmowe leczenie na padaczkę. Interesował się uczestnictwem w badaniach naukowych na Zachodzie, jednak nie dysponował środkami wystarczającymi do tego, by opuścić Protwino i wyemigrować.
Jest żonaty z Wierą Nikołajewną, z którą ma syna Piotra.